# Phania incrassata
Phania incrassata är en tvåvingeart som beskrevs av Pandelle 1894. Phania incrassata ingår i släktet Phania och familjen parasitflugor. Inga underarter finns listade i Catalogue of Life.